# Bibliothèque nationale du Liechtenstein
La Bibliothèque nationale du Liechtenstein (Liechtensteinische Landesbibliothek en allemand) fut créée en 1961. C'est là que sont gérés le dépôt légal et les droits de copie pour le Liechtenstein.